# Gelenkerguss
Ein Gelenkerguss ist eine Vermehrung der in einem Gelenk befindlichen Gelenkschmiere oder eine Auffüllung der Gelenkhöhle mit normalerweise nicht im Gelenk vorkommenden Körperflüssigkeiten. Nach der Art der Flüssigkeit unterscheidet man:
- Hydarthros oder Hydrops articularis, in der Tiermedizin auch als Gelenkgalle bezeichnet: entzündlich bedingte  Vermehrung der Synovia (Gelenkschmiere)
- Pyarthros oder Gelenkempyem: Ansammlung von Eiter
- Hämarthros, Hämarthrose: Ansammlung von Blut.

Als Ursachen für einen Gelenkerguss kommen Traumata, mechanische Überlastung mit Entzündung der Gelenkinnenhaut (Synovitis), Schädigungen des Gelenkknorpels und Infektionen in Frage. Eiteransammlungen sind meist Folge einer perforierenden Verletzung, Blutansammlungen die Folge von Traumata oder Blutgerinnungsstörungen.
Jeder Gelenkerguss geht mit einer sicht- und tastbaren Anschwellung des betroffenen Gelenks und einem Spannungsgefühl einher. Die Diagnose wird durch eine Punktion des Gelenks (Arthrozentese) und Untersuchung des Punktats gestellt. Bildgebende Verfahren erlauben keine sichere Aussage über die Art der Flüssigkeit.
Anhaltende Ergüsse führen zu Ernährungsstörungen des Gelenkknorpels und Schädigung des Stoffwechsels der Membrana synovialis und bedürfen wie bakteriell bedingte Ergüsse auf jeden Fall einer Behandlung.